# Papuaparadiesvogel
Der Papuaparadiesvogel (Lophorina intercedens, Syn.: Ptiloris intercedens), auch Adelbertparadiesvogel genannt, ist eine Art aus der Gattung der Lophorina innerhalb der Familie der Paradiesvögel (Paradisaeidae). Er kommt ausschließlich im Osten Neuguineas vor. Die Art ist dem Prachtparadiesvogel sehr ähnlich, unterscheidet sich jedoch von diesem durch eine befiederte Schnabelbasis, kürzere Federn an den Körperseiten und einen abweichenden Gesang.
Die Art wird von der IUCN als nicht gefährdet (least concern) eingestuft. Es werden keine Unterarten unterschieden.

## Merkmale
Der Papuaparadiesvogel ist mit einer Körperlänge von 28 bis 34 Zentimeter ein mittelgroßer Paradiesvogel. Adulte Männchen erreichen durchschnittlich eine Körperlänge von 34 Zentimetern und wiegen zwischen 155 und 214 Gramm. Weibchen bleiben etwas kleiner und wiegen zwischen 102 und 149 Gramm.
Auf das Schwanzgefieder entfallen beim Männchen zwischen 9,6 und 10,6 Zentimeter, bei den Weibchen zwischen 9,2 und 10,5 Zentimeter. Die Flügel sind kurz und rund. Sie haben bei den Männchen eine Länge von 18,8 bis 19,9 Zentimeter und bei den Weibchen eine Länge von 14,5 bis 16,2 Zentimeter. Bei beiden Geschlechtern ist der kräftig gebaute Schnabel leicht nach unten gebogen, bei den Weibchen ist allerdings die Krümmung etwas ausgeprägter. Er hat eine Länge von 5,2 bis 6,2 Zentimeter bei den Männchen und 4,5 bis 5,1 Zentimeter. Im Vergleich zu dem sehr ähnlichen Prachtparadiesvogel ist der Schnabel 4 Millimeter kürzer. Es besteht ein ausgeprägter Geschlechtsdimorphismus. Das Schwanzgefieder ist bei beiden Geschlechtern im Vergleich zur Körpergröße kurz.

### Männchen
Das Männchen hat ein schwarzes Körperobergefieder, davon hebt sich eine metallisch grünlich bis blaugrünlich glänzende Kappe ab. Sie erstreckt sich von der Mitte der Stirn über den Scheitel bis in den Nacken. Der Rest des Kopfes, der Nacken und die Körperoberseite schimmert bei bestimmtem Lichteinfall leicht violett. Anders als beim Prachtparadiesvogel ist die Basis am Oberschnabel befiedert.
Das Schwanzgefieder hat auf der Oberseite einen metallisch grünen bis bläulich-grünen Glanz, die Federsäume und die Schwanzspitze schimmern metallisch schwarz. Von der Mitte des Kinns erstreckt sich bis zur Vorderbrust ein großer, ungefähr dreieckiger metallisch blaugrün schimmernden Fleck. An den Kehlseiten sind die Federn verlängert und werden während der Balz aufgestellt. Auf der Brustmitte verläuft ein schmales schwarzes Band, dieses ist unten von einem gelbgrün schimmernden Band eingefasst. Der Bauch, der Bürzel und die Flanken sind bei der Nominatform kastanienbraun. Die Federn an den unteren Flanken sind verlängert, anders als beim Prachtparadiesvogel jedoch nicht länger als die Schwanzspitze. Die Unterschwanzdecke ist glänzend schwarz.
Der Schnabel ist schwarz und etwas kürzer als bei den Weibchen. Der Schnabelwinkel ist gelb und ist immer wahrnehmbar.  Das Schnabelinnere ist mattgelb bis grünlich gelb, was bei rufenden Vögeln deutlich zu sehen ist. Die Iris ist schwarzbraun.

### Weibchen
Beim Weibchen erstreckt sich die dunkel olivbraune Kopfkappe von der Stirn bis in den hinteren Nacken. Sie weist kurze isabellfarbene Strichel auf. Die Kappe wird auf jeder Kopfseite durch einen langen, schmalen und weißlichen Überaugenstreifen begrenzt. Ein schmaler, überwiegend cremefarbener Orbitalring umgibt das Auge und bildet über und unter dem Auge jeweils einen kleinen hellen Fleck. Ein schmaler dunkelbrauner Streifen beginnt an der Schnabelbasis, verläuft über das Auge und die Ohrdecken und endet im Nacken. Dieser Streifen ist durch einen weißlichen breiten Bartstreif und einen schmalen schwarzbraunen Bartstreif eingefasst. Das Kinn und die Kehle sind cremeweiß bis isabellfarben. Die untere Region der Kehle ist dunkelbraun getupft. Die Körperoberseite und der Schwanz sind olivfarben, die Oberschwanzdecken haben außerdem zimtbraune Federsäume. Das Schwanzgefieder ist auf der Oberseite rötlich-braun.
Die Körperunterseite ist cremeweiß bis isabellfarben mit einer dichten schwarzbraunen Querbänderung, die Richtung Bauch etwas breiter wird. Der Schwanz ist auf der Unterseite olivbraun.
Der Schnabel ist schwarz bis grauschwarz. Die Iris ist wie beim Männchen schwarzbraun.

## Verbreitungsgebiet
Der Papuaparadiesvogel kommt in einem vergleichsweise kleinen Verbreitungsgebiet in Neuguinea vor. Sein Verbreitungsgebiet begrenzt sich auf den Osten und Südosten der Insel. Die westliche Verbreitungsgrenze ist der  Fluss Ramu und der Astrolabe Bay  im Nordosten und der Fluss Purari im Süden. Von dort erstreckt sich das Verbreitungsgebiet bis in die Spitze der südöstlichen Halbinsel.

## Lebensweise
Der Papuaparadiesvogel ist lange als eine Unterart des Prachtparadiesvogels beschrieben worden. Es liegt daher wenig Literatur vor, die sich spezifisch mit diesem jetzt als Art eingestuften Paradiesvogel auseinandersetzt. Die Lebensweise dürfte jedoch dem des Prachtparadiesvogels entsprechen. Die Männchen des Papuaparadiesvogels sind jedoch mit Sicherheit wie die große Zahl der Paradiesvögel polygyn, das heißt, sie paaren sich mit mehreren Weibchen. Das Weibchen baut alleine das Nest, bebrütet alleine das Gelege und zieht allein die Jungvögel auf.

## Einzelbelege
1. 1 2 3 4 5   Handbook of the Birds of the World zum Papuaparadiesvogel, aufgerufen am 30. Juli 2017
2. ↑   Frith & Beehler: The Birds of Paradise – Paradisaeidae. S. 318.
3. ↑   Frith & Beehler: The Birds of Paradise – Paradisaeidae. S. 316.